# Саша Торлаковић
Саша Торлаковић (Јагодина, 1965) српски је позоришни, телевизијски и филмски глумац.

## Биографија
Рођен је 1965. године у Јагодини. Академију уметности је завршио на Универзитету у Новом Саду, у класи професора Бранка Плеше (са Јасном Ђуричић и Бранком Шелић). Од 1989. године је члан ансамбла Народног позоришта Сомбор, где је првак драме.

## Награде и признања
- Стеријина награда за улогу у представи Опсада цркве светог Спаса, 2001. године
- Стеријина награда за улогу у представи Чаробњак, 2013. године
- Статуета Ћуран, на Данима комедије у Јагодини, за улогу у представи Богојављенска ноћ, 2002. године
- Статуета Ћуран, на Данима комедије у Јагодини, за улогу у представи Балкански шпијун, 2005. године
- Статуета Ћуран, на Данима комедије у Јагодини, за улогу у представи Хамлет у Мрдуши Доњој, 2013. године
- Статуета Ћуран, на Данима комедије у Јагодини, за улогу у представи Доктор Нушић, 2015. године

## Филмографија
| Год.       | Назив                           | Улога                 |
| ---------- | ------------------------------- | --------------------- |
| 2000-е     |                                 |                       |
| 2003.      | Казнени простор                 | директор фирме Максић |
| 2004.      | Карађорђе и позориште           | Вујица                |
| 2004.      | Скела                           | Извиђач               |
| 2008.      | Последња аудијенција            | Љубомир Каљевић       |
| 2006−2009. | Сељаци                          | Ноћајац               |
| 2010-е     |                                 |                       |
| 2011.      | Жућко - Прича о Радивоју Кораћу |                       |
| 2012.      | Јагодићи                        | Паор Чеда             |
| 2016.      | Вере и завере                   | Душан Рудић           |
| 2018.      | Погрешан човек                  | Милорад               |
| 2019.      | Државни службеник               | Мајин отац            |
| 2019.      | А.С (25)                        | Гаги                  |
| 2020-е     |                                 |                       |
| 2020.      | Калуп                           | Вучевић               |
| 2020.      | Хотел Балкан                    | Горан Курузовић       |
| 2021.      | Слатке муке                     | господин Кастратовић  |
| 2021.      | Породица (мини-серија)          | Душан Михајловић      |
| 2021.      | Време зла (ТВ серија)           | Милан Недић           |
| 2022.      | Либерта — рађање града          |                       |